# Carles de Borbó (duc d'Aumale)
Carles de Borbó fou un noble francès duc d'Aumale, fill de Lluís August de Borbó, duc del Maine (1670-1736) duc d'Aumale (1686-1704 i 1708-1736), comte d'Eu, príncep de Dombes, etc...
El seu pare li va cedir el títol de duc d'Aumale quan va néixer, però va morir quan tenia quatre anys, i el títol va retornar al cedent, passant després de la seva mort a un altre fill, Lluís Carles de Borbó (1736).